# Millesgården
A Millesgården múzeum és szoborpark Svédországban, a Lidingö szigetén. A múzeumnak Carl Milles (1875–1955) szobrász és felesége Olga Milles (1874–1967) festő, éremművész egykori otthona ad helyet, akik mindketten itt vannak eltemetve.

## Galéria

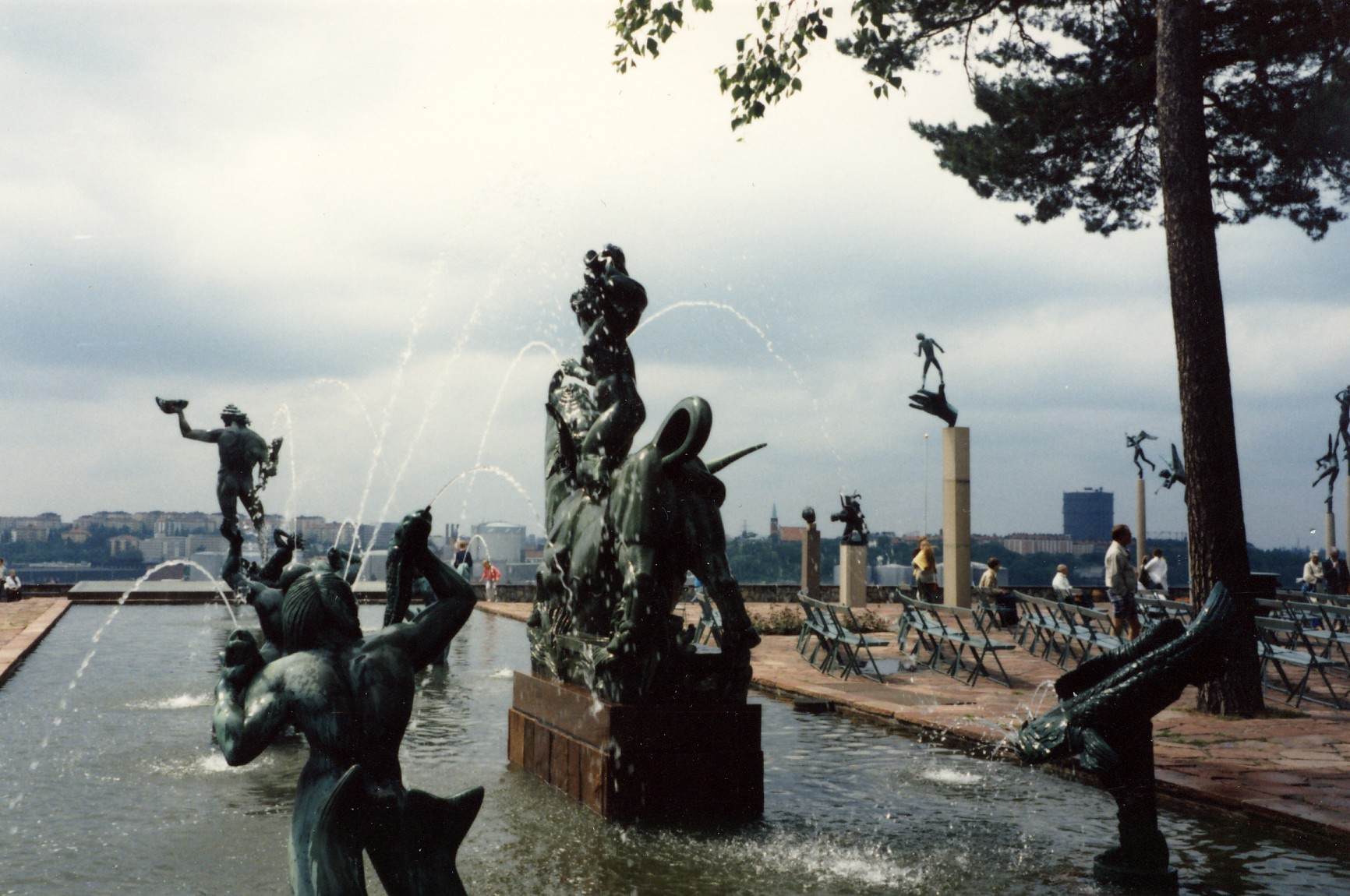
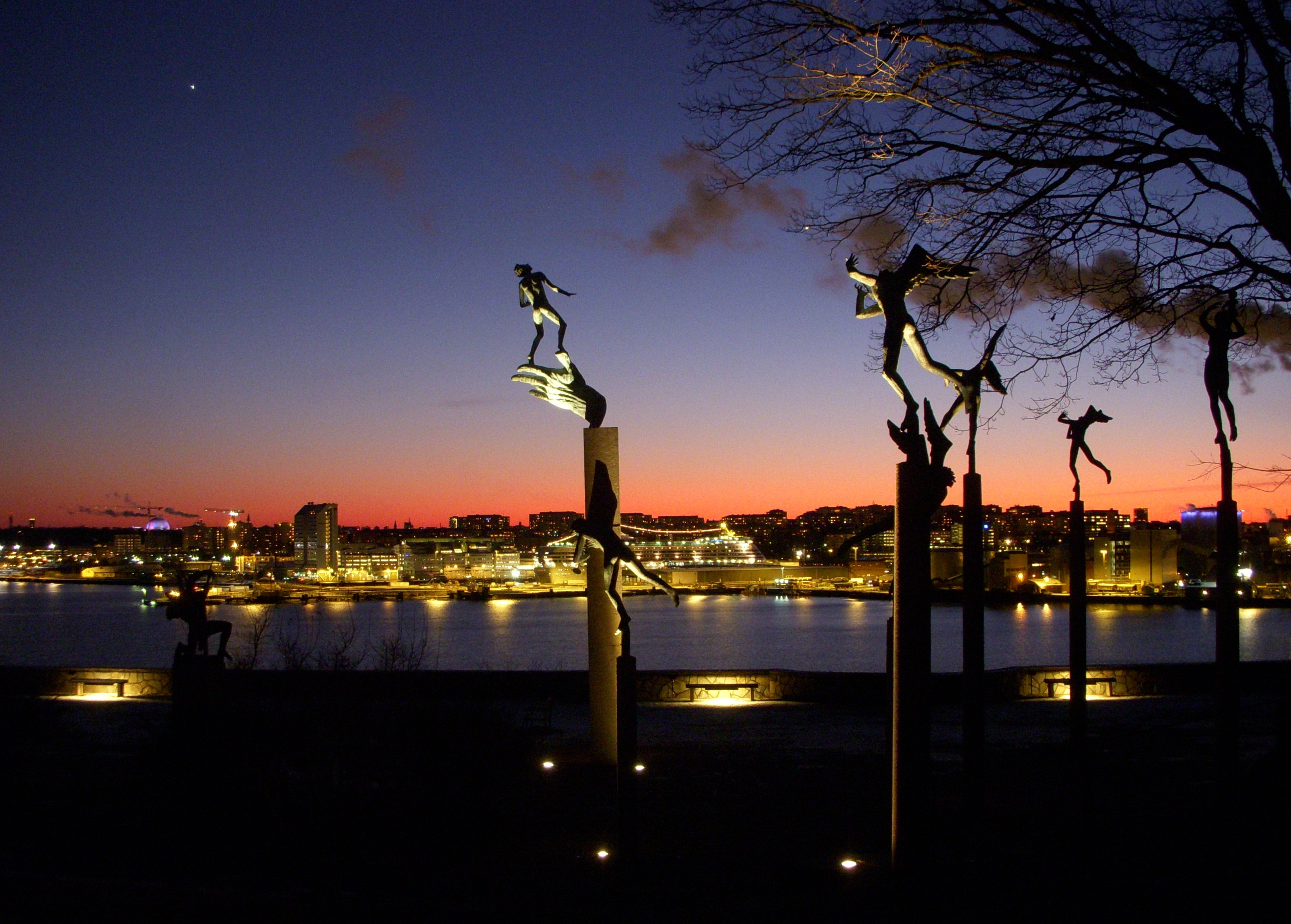
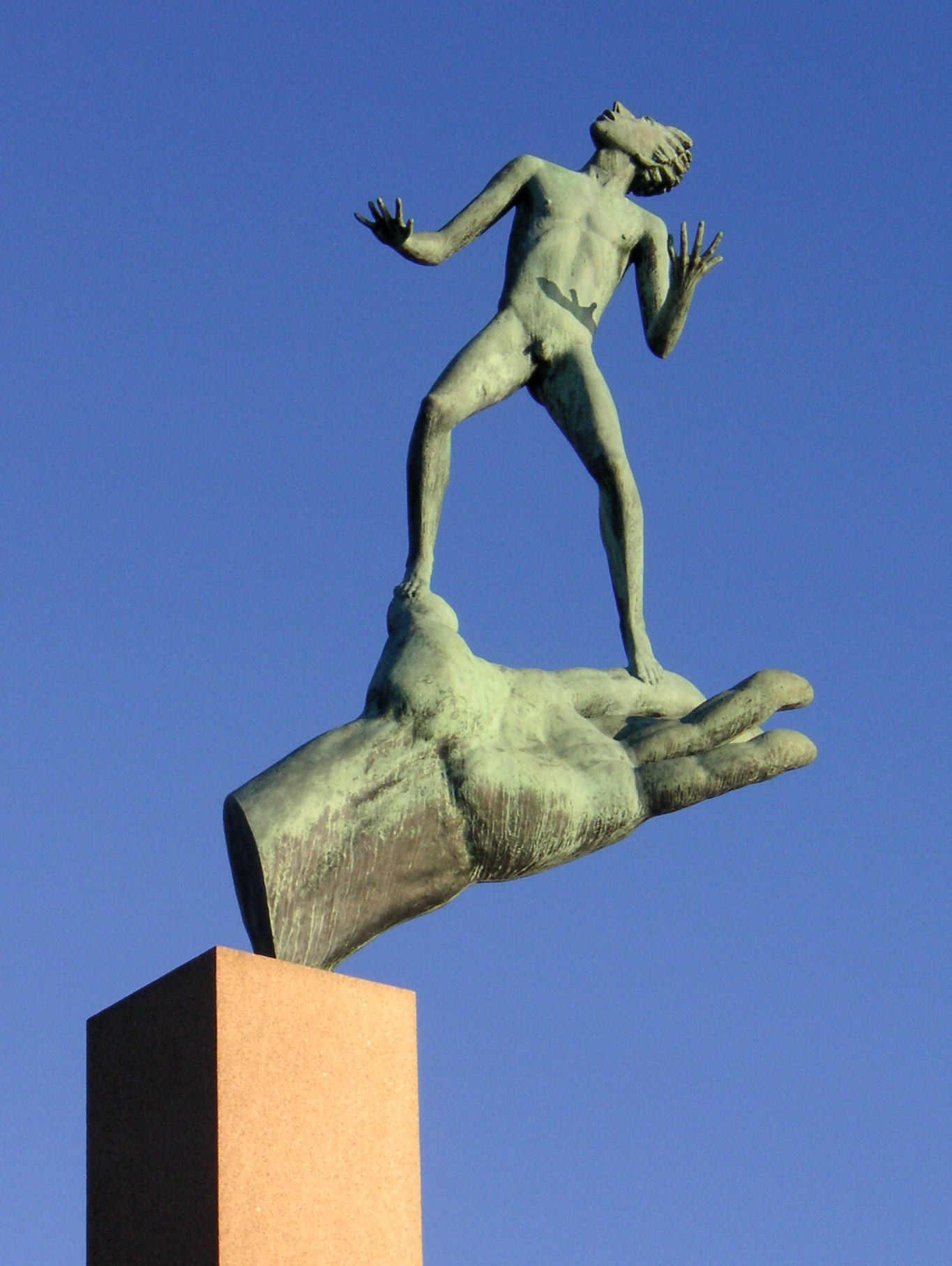
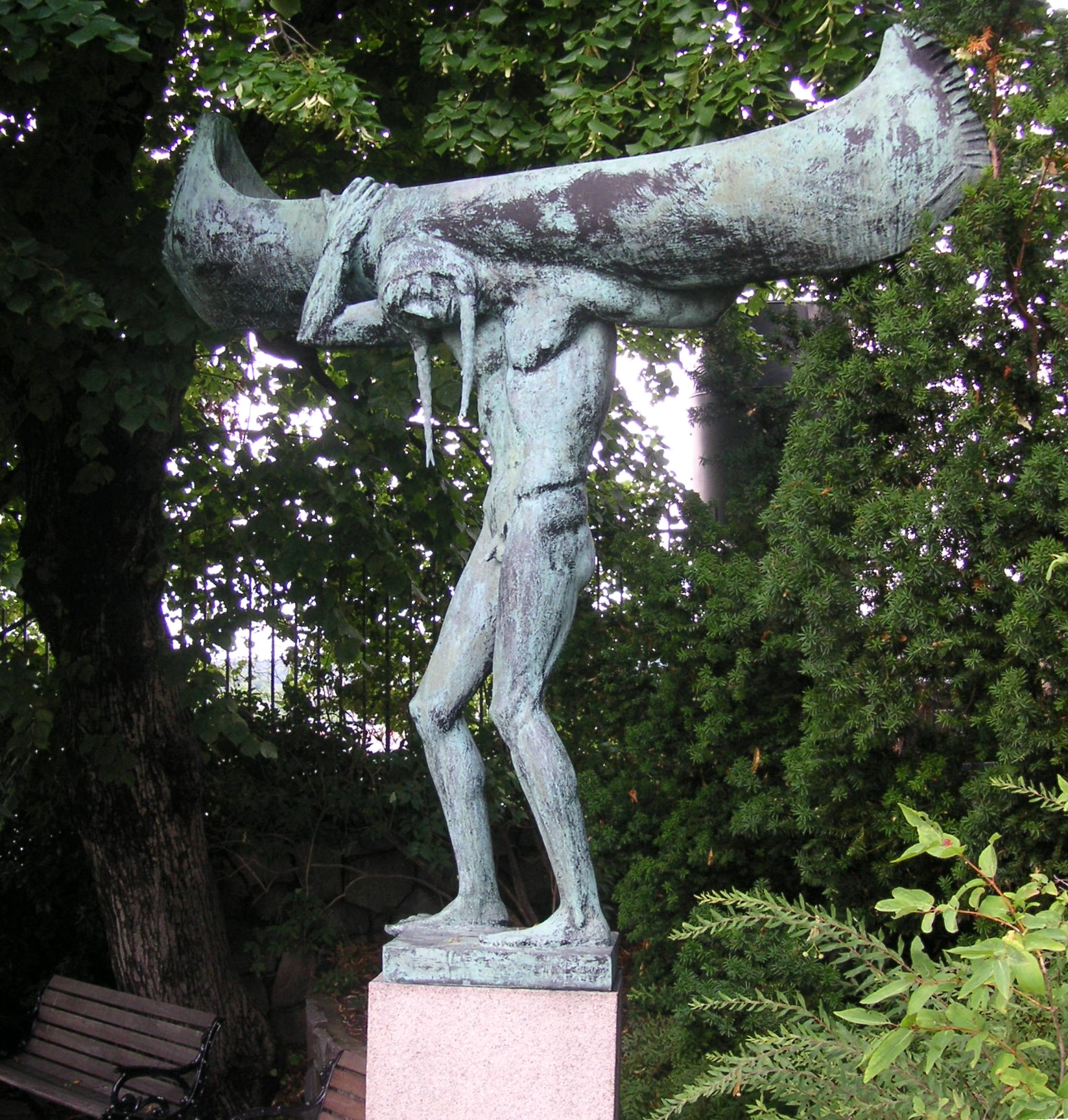
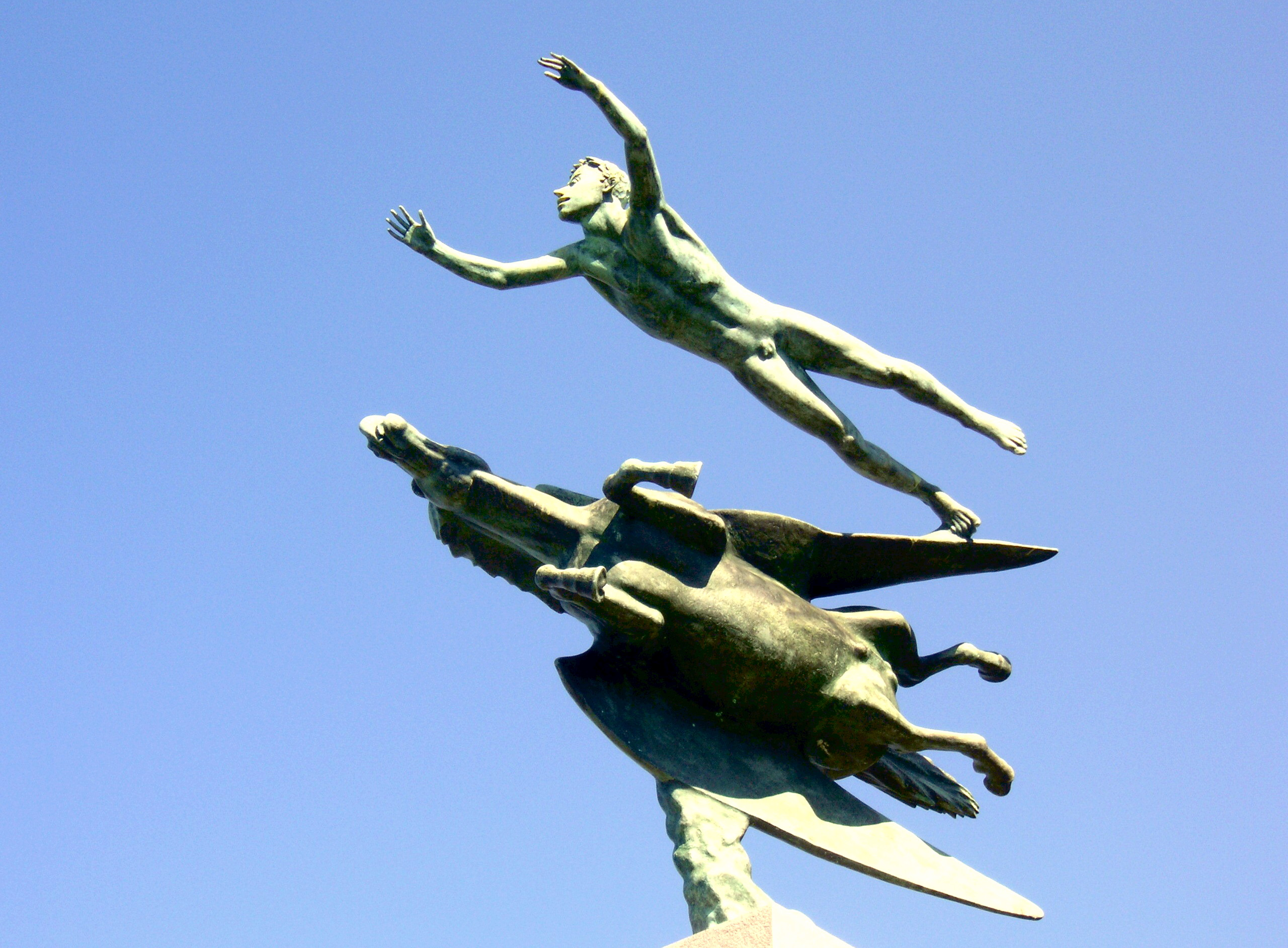
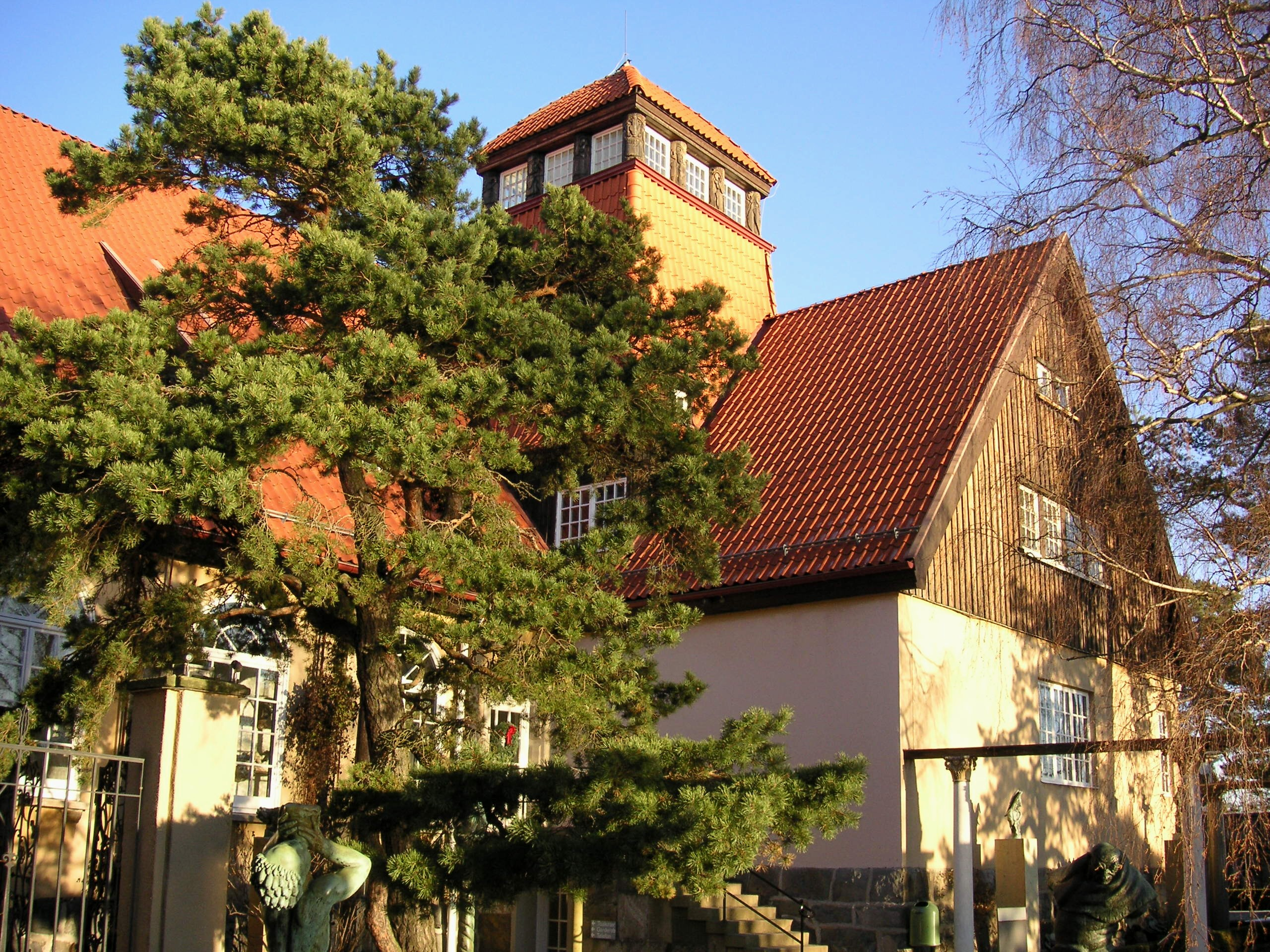
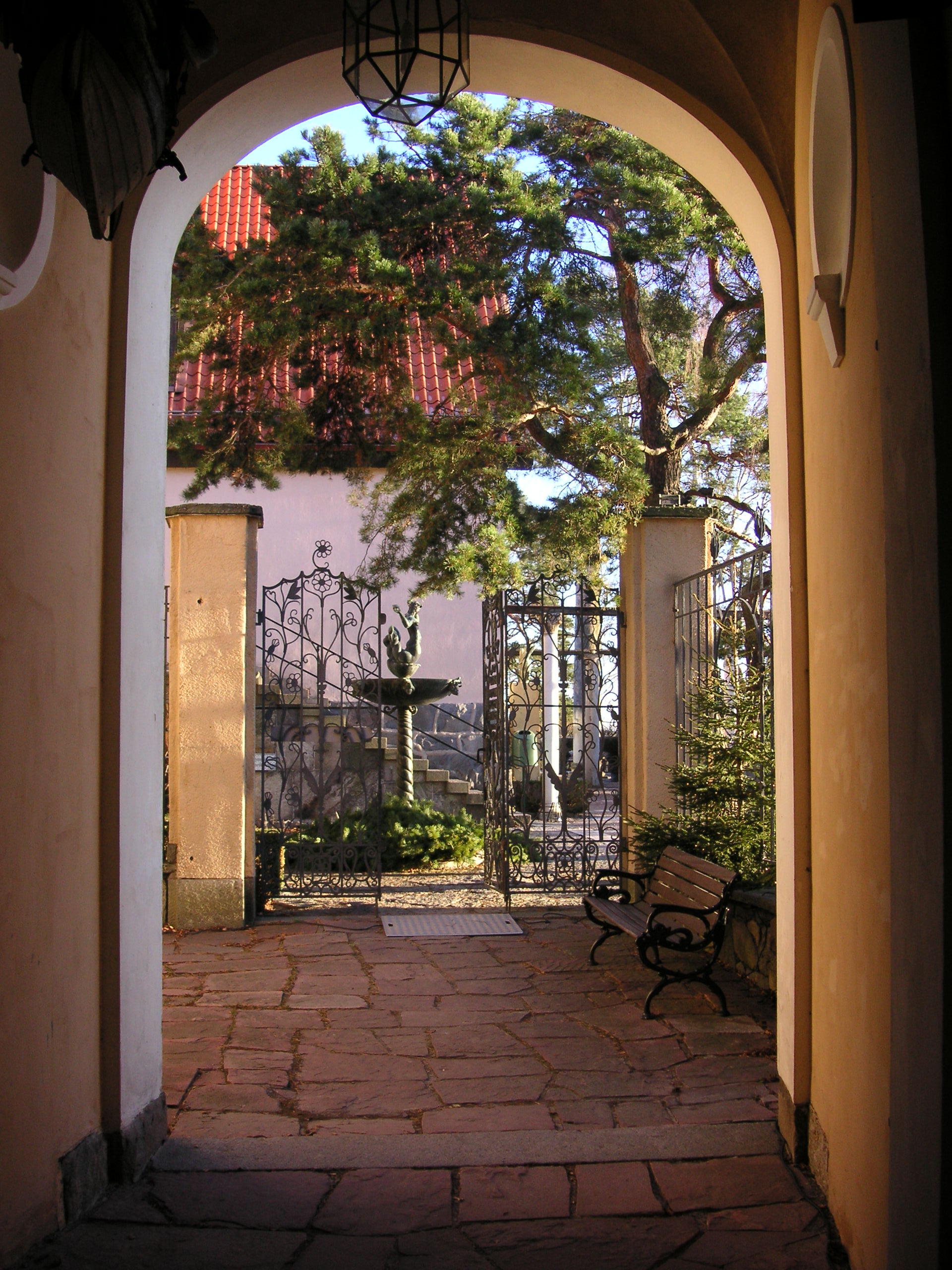
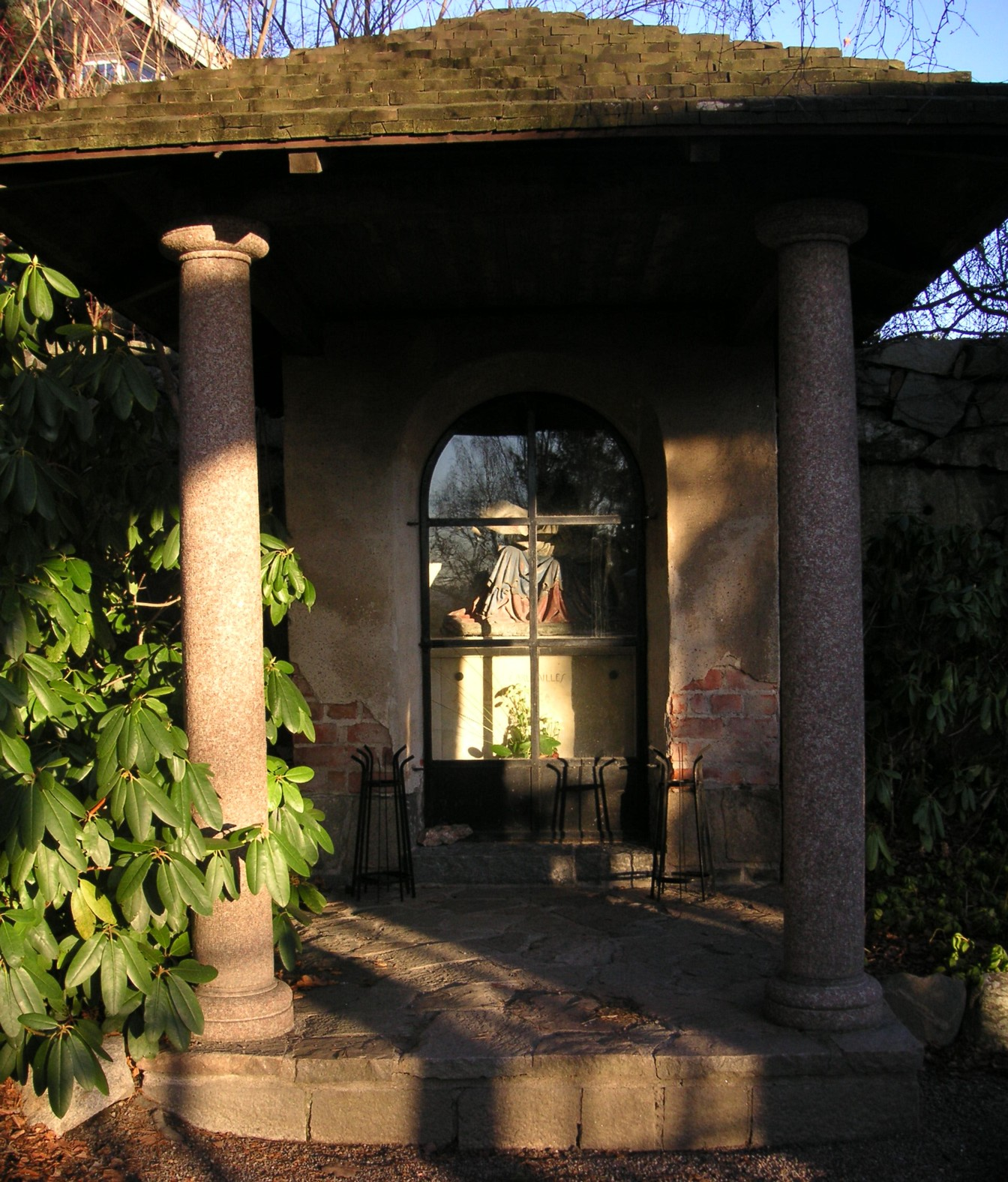
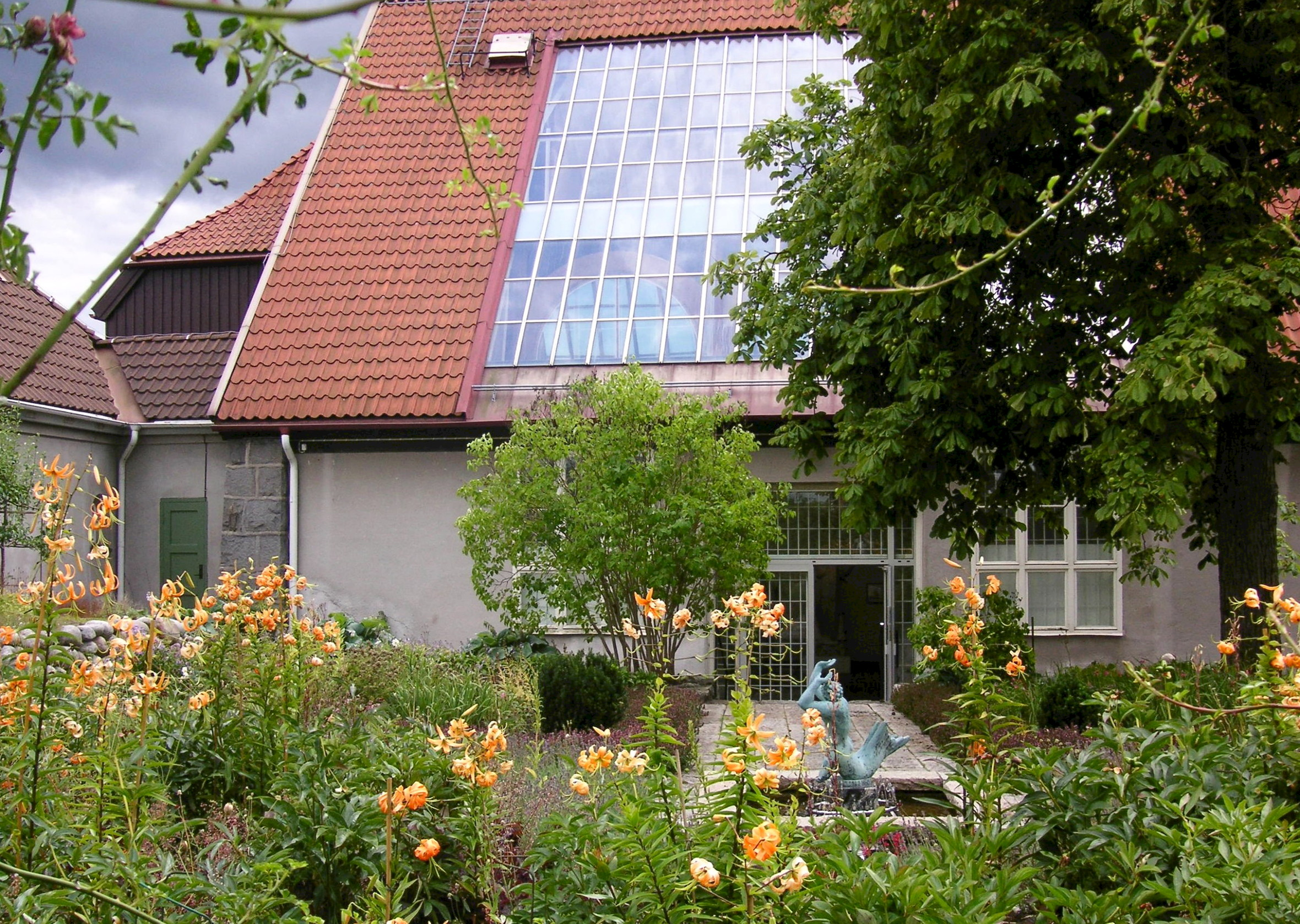
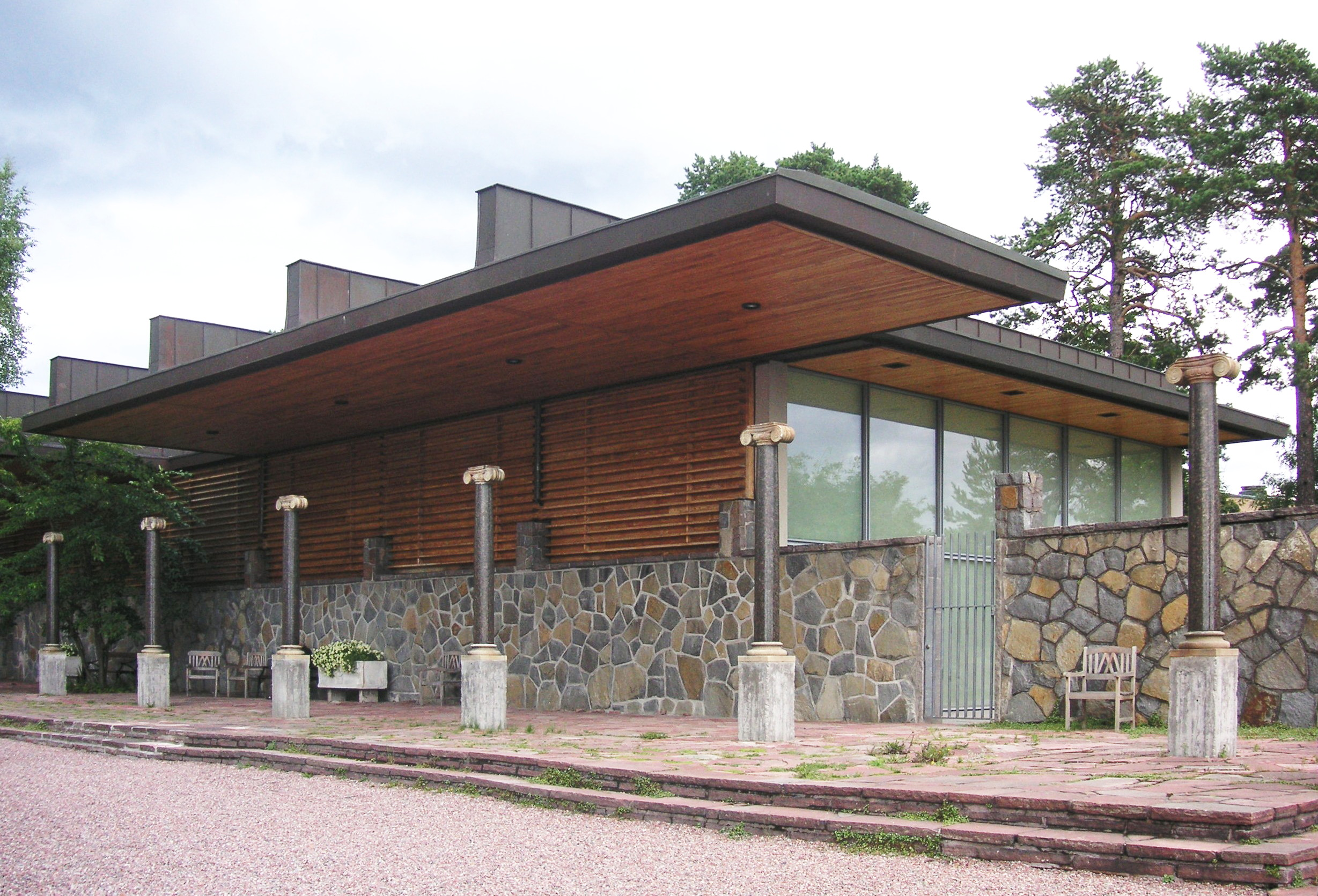